# Сова в геральдике
Сова — естественная негеральдическая гербовая фигура.
Сова является символом молчания, благоразумия, мудрости и бдительности — ту же символику сохраняет и в геральдике.
Всегда изображается в анфас, сидящей, с большой головой, составляющей половину её тела. Цвета оперения от чёрного до золотого.

## История
В средневековой геральдике сова стала эмблемой некоторых научных учебных и просветительских учреждений и обществ, изображение стало появляться на гербах и печатях университетов, а позднее музеев и библиотек.
В государственных гербах сова не встречается. В родовых гербах европейских стран встречается редко.
В XVIII-XIX веках сова, как эмблема стала использоваться в торговых марках издательств, типографий, на экслибрисах учёных и.т.д.
В русской геральдике эмблема совы, за исключением научно-образовательных и просветительских учреждений, не получила классическую европейско-традиционную трактовку. В городских гербах сова, либо говорящая эмблема (Сычёвка, Смоленской обл.), либо олицетворение глухого угла, захолустья, изолированности (герб Киржача), Владимирской обл.).
В русских дворянских гербах эмблема совы начала появляться в XIX веке, в связи с бурным развитием науки и медицины, где вновь пожалованным дворянам в щит и нашлемник включалась данное изображение: Зукау, Гезены, Бросс и другие.

## Галерея

Герб Бартлинских
Герб Чарлинских
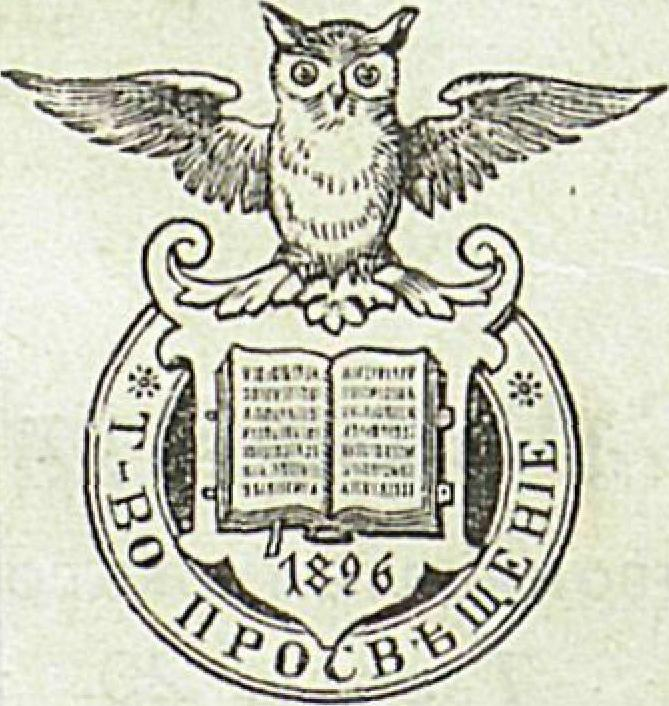
Логотип товарищества «Просвещение»
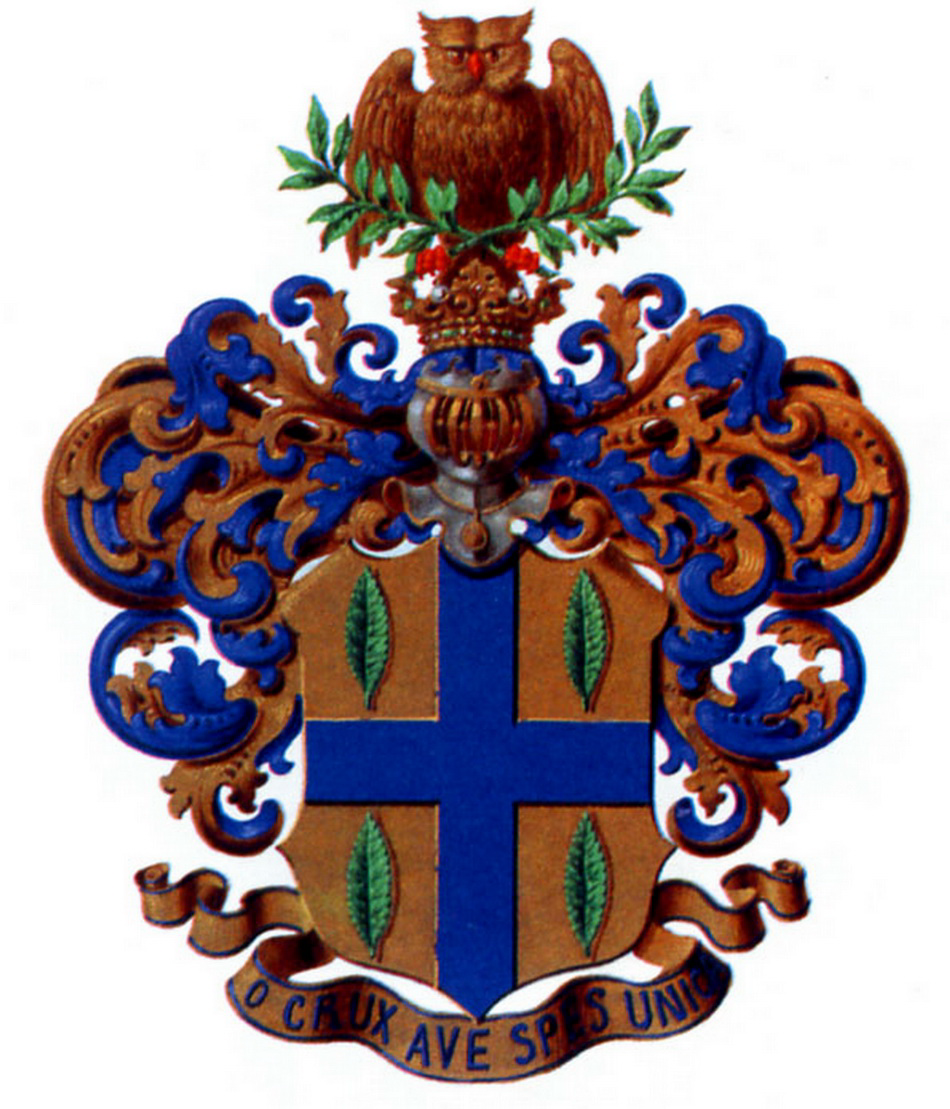
Герб рода Гезенов
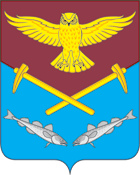
Герб Тавричанского сельского поселения
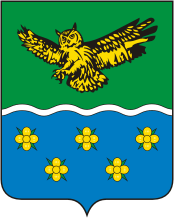
Герб Жарковского района
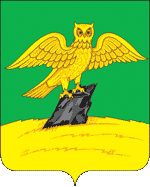
Герб Киржача
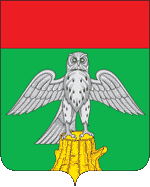
Герб Киржачского района
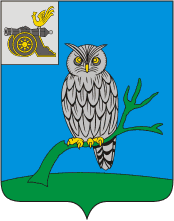
Герб Сычевки
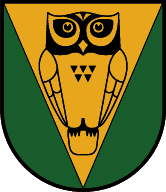
Герб австрийской коммуны Нафис
Герб немецкой коммуны Винзен
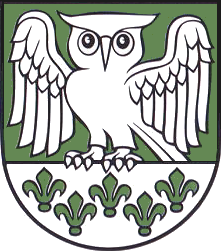
Герб немецкой коммуны Ульштедт-Кирххазель